# 거마도서관
거마도서관은 서울특별시 송파구 소재의 도서관이다.

## 연혁
- 2005년 4월 거마도서관 개관
- 2006년 9월 국회도서관 학술논문 협약 체결
- 2007년 7월 야간 개관시간 연장사업 운영
- 2010년 12월 한도서관 한 책읽기 우수도서관 선정
- 2011년 8월 송파구 구립도서관 통합운영
- 2011년 12월 한도서관 한 책읽기 2년 연속 우수도서관 선정
- 2012년 12월 한도서관 한 책읽기 최우수 도서관 선정
- 2025년 5월 2024년 문학기반시설 상주작가 지원사업 우수시설상 수상

## 이용 안내
이용 시간
- 종합자료실, 간행물실, 유아실, 디지털자료실: 월~금 09:00~22:00 / 토ㆍ일 09:00~18:00
- 일반열람실: 월~금 08:00~23:00 / 토ㆍ일 08:00~22:00

휴관일
- 법정공휴일(일요일 제외)
- 매월 둘째, 넷째 월요일
- 기타 도서관 사정에 의해 관장이 정한날